# Mother's Daughter
"Mother's Daughter" is een nummer van de Amerikaanse zangeres Miley Cyrus. Het werd uitgebracht op 11 juni 2019 door RCA Records, als eerste nummer van Cyrus tweede EP She Is Coming (2019) en als promotiesingle voor haar aanstaande zevende studioalbum She Is Miley Cyrus (2019). Het nummer werd geschreven door Cyrus, Alma Miettinen en zijn producent Andrew Wyatt. EDM-artiesten R3HAB, Wuki en White Panda zorgden voor de officiële remixes. 

## Commercieel
Na de release van She Is Coming, debuteerde "Mother's Daughter" op nummer 54 in de Amerikaanse Billboard Hot 100. Het is de 47e single van Cyrus die de hitlijst haalt en haar hoogste debuut sinds "Adore You", die op nummer 42 uitkwam na de release van Bangerz in 2013. 

## Live
Cyrus voerde voor het eerst "Mother's Daughter" uit, samen met "Cattitude" en " DREAM ", op BBC Radio 1's Big Weekend van BBC Radio 1 in Middlesbrough op 25 mei 2019. Ze zong het nummer ook op verschillende grote festivals.  